# 페르난도 오르투뇨
페르난도 오르투뇨 블라스코(스페인어: Fernando Ortuño Blasco; 1945년 10월 12일, 카탈루냐 주 그라노예르스 ~ 2015년 7월 13일, 카탈루냐 주 그라노예르스)는 스페인의 전직 축구 선수로, 현역 시절 공격수로 활약했다.

## 클럽 경력
그라노예르스 유소년부 출신인 그는 1963년에 테르세라 디비시온의 1군으로 도약하였다. 사바델에서 2년을 활약한 그는 리그에서 6경기 출전했고, 이후 세우타에서 병역을 복무하기 위해 세우타로 임대되기도 했다. 제대 후, 그는 사바델로 복귀해 55경기에 더 출전하여 1군 무대에서 9골을 기록했다. 이후 사바델의 주목받은 공격수는 레알 마드리드로 이적하였으나 4회 출전에 그쳤고, 코파 델 헤네랄리시모와 라 리가를 1회 우승했다. 이후, 그는 카스테욘으로 이적하여 2년을 더 활약하고 은퇴했다. 카스테욘에서 치른 마지막 경기는 0-2로 패한 아틀레틱 빌바오 전으로, 1974년에 은퇴를 선언했다.

## 국가대표팀 경력
그는 1968년 하계 올림픽에 스페인 선수단 일원으로 참가했는데, 스페인은 이 대회 8강에서 탈락했다.

## 최후
그는 2015년 7월 13일에 향년 69세로 영면에 들었다.

## 수상
레알 마드리드
- 라 리가: 1971-72
- 코파 델 헤네랄리시모: 1969-70